# N-metiltiramina
N-metiltiramina ou metil-4-tiramina é um composto químico do grupo das fenetilaminas. Ocorre naturalmente nas plantas do gênero Ariocarpus, e em outras sementes, juntamente com outros compostos, como tiramina, hordenina (N,N-dimetiltiramina) e candidina. É produzida por metilação de tiramina e é a base conjugada do catião N-metiltiramínio. Está sendo estudada para o tratamento do sistema cardiovascular, com base no uso de Zhiqiao e Zhishi na medicina tradicional chinesa.